# Stereochlamis
Stereochlamis is een geslacht van sponsdieren uit de klasse van de Hexactinellida.

## Soort
- Stereochlamis incertum (Ijima, 1927)